# Quechereguas
Quechereguas (del mapudungun: cinco rehues) es una localidad chilena ubicada en la comuna de Traiguén, en la Región de La Araucanía, en el sur del país, a escasos kilómetros del límite comunal con Ercilla.

## Toponimia
El origen etimológico de la palabra Querecheguas proviene del idioma mapuche como una variación castellanizada de «Kechurewe», que quiere decir «cinco rehues», como metonimia de "cinco lugares", pues cada comunidad mapuche tenía este altar como símbolo. Del mismo modo, un aillarehue (ayllarewe = nueve rehues) era una forma de organización territorial y política.

## Historia
Durante el otoño de 1868 se suscitó la batalla de Quechereguas en los actuales territorios de esta localidad, entre las tropas del Ejército de Chile, comandadas por el entonces teniente coronel Pedro Lagos y las fuerzas mapuches, lideradas por el cacique Quilapán, teniendo como resultado final el triunfo del bando indígena. Los soldados republicanos habían construido un pequeño fortín en las inmediaciones que fue destruido y abandonado.
A fines del siglo XIX y una vez terminados los conflictos de la ocupación de la Araucanía, un grupo de inmigrantes suizos se estableció en la zona para iniciar las labores de desarrollo agropecuario y de urbanización de la localidad, como parte del proceso de la colonización europea de la Araucanía. Formó parte del Departamento de Temuco como su 17a subdelegación.